# Infrasò
Un infrasò és una ona acústica o sonora en què la freqüència està per sota de l'espectre auditiu de l'oïda humana (aproximadament 20 Hz).

## Usos
Els infrasons són utilitzats per animals grossos, com l'elefant, per a comunicar-se a llargues distàncies (sons de 100 dB SPL [nivell de pressió de so] a uns pocs quilòmetres a la rodona) sense cap problema. La clau perquè aquests animals puguin sentir a aquestes distàncies és la separació de les seves orelles, ja que aquesta és directament proporcional a la freqüència d'ona que poden captar (a diferència dels animals amb caps petits). Recentment, s'ha demostrat que els elefants no registren els infrasons només amb les orelles, sinó també en sentir les vibracions produïdes per ells mateixos mitjançant les seves potes, ja que les ungles n'actuen com a sensors conductors de sons de baixa freqüència.
Les marees i els desastres naturals, com erupcions volcàniques, terratrèmols i tornados, produeixen sons d'una intensitat comparable al so que fa una bomba atòmica en esclatar, amb la diferència que, en estar per sota dels 20 Hz, són inaudibles a l'oïda humana, la qual cosa ha permès iniciar investigacions vulcanològiques i meteorològiques, per a evitar futurs desastres.
La principal aplicació dels infrasons és la detecció d'objectes. Això es fa a causa de l'escassa absorció d'aquestes ones en el medi, a diferència dels ultrasons. Per exemple, una ona plana de 10 Hz s'absorbeix quatre vegades menys que una ona de 1.000 Hz a l'aigua. L'inconvenient és que els objectes a detectar han de ser prou grossos, ja que en aquestes freqüències, la longitud d'ona és molt gran, cosa que limita el mínim diàmetre de l'objecte. A tall d'exemple, un infrasò de 10 Hz té una longitud d'ona de 34 m en l'aire, i els objectes a detectar han de tenir una mida de l'ordre de 20 m en l'aire i 100 m en l'aigua.
D'altra banda, depredadors com els tigres utilitzarien aquestes freqüències presents en els seus rugits, com a complement de les seves tàctiques de caça, no per ubicar les seves possibles preses sinó per l'efecte paralitzant que poden arribar a tenir els infrasons.

## Curiosos fenòmens lligats als infrasons
Es considera que els infrasons encara que no són conscientment perceptibles poden provocar estats d'ansietat, tristesa, tremolors a vegades per imperceptibles desplaçaments d'aire. Per exemple, ones d'elevat volum però compreses entre els 0,5 i 10 Hz, són suficients per a fer vibrar al vestíbul en l'oïda interna.
Els infrasons produïts per motors com els d'uns certs aparells d'aire o avions de reacció poden provocar vertígens, nàusees i cefalees en ser afectat el laberint auricular.
En 1998, Vic Tandy, de la Universitat de Coventry, va explicar com els infrasons poden produir la impressió d'aparicions fantasmals. Va demostrar que els infrasons provocaven una pseudopercepció de moviments als costats del camp visual. Aquesta falsa percepció podia ser provocada per un ventilador, ja que aquest objecte produeix una freqüència de 18,98Hz. Incidentalment, la longitud de la sala en la qual Tandy va notar aquests fenòmens era una fracció unitària de la longitud d'ona que provocava el ventilador, per la qual cosa provocaria una ona estacionària que en ressonar en els humors dels ulls humans, va generar allò que Vic Tandy va identificar en un primer moment com un albirament d'un fantasma i realment era una il·lusió òptica.